# Metoděj Jílek
Metoděj Jílek (* 11. června 2006) je český rychlobruslař a inline bruslař.

## Inline bruslení
S inline bruslením začínal v pěti letech. 
V roce 2023 na juniorském mistrovství Evropy v inline bruslení ve francouzském Valence získal na oválu dvě zlaté medaile v bodovacím závodě na 10.000 metrů a ve vyřazovacím závodě na 10.000 metrů.
Na World Skate Games 2024 získal pět titulů juniorského světového šampiona.
V roce 2024 na juniorském mistrovství Evropy v inline bruslení v belgickém Ostende získal dvě zlata na dráze v eliminačním závodě na 10 km a v bodovacím na 5 km. Další dvě mimo ovál v eliminačním závodě na 15 km a v bodovacím na 10 km. Dále stříbro ve štafetě společně s Markem Procházkou, Jakubem Kovaříkem a Adrianem Vajanským.
Na svém prvním seniorském mistrovství Evropy v roce 2025 v německém Gross-Gerau, získal stříbro ve vyřazovacím závodě na 15 km.

## Rychlobruslení
V roce 2025 byl členem mezinárodní tréninkové skupiny bruslařů (z celkem osmi zemí) pod vedením novozélandského trenéra Kalona Dobbina, bratra bruslaře Shanea Dobbina, jejíž členové kombinují inline bruslení a rychlobruslení na ledě.
V roce 2019 i následně si vyzkoušel na ledě short track, ale zjistil, že mu nevyhovuje. Protože chtěl závodit na olympijských hrách, kde inline bruslení není zařazeno, začal koncem roku 2021 zkoušet i klasické rychlobruslení. V prosinci 2022 byl druhý ve víceboji na českém juniorském šampionátu a již v únoru 2023 se představil v prvních závodech v rámci Světového poháru juniorů a mistrovství světa juniorů. V sezóně 2023/2024 se pravidelně umisťoval na stupních vítězů ve Světovém poháru juniorů na tratích 1500 m a 3000 m a v závodě s hromadným startem. Na juniorském světovém šampionátu 2024 získal stříbrnou medaili na distanci 5000 m a na trati 1500 m byl čtvrtý.
V sezóně 2024/2025 začal pravidelně nastupovat v seniorském Světovém poháru. Na dlouhých tratích 5/10 km se rychle kvalifikoval do divize A a 30. listopadu 2024 dosáhl v Pekingu pátého místa na trati 5000 m, přičemž svým výkonem 6:12,99 překonal juniorský světový rekord. Prvního pódiového umístění dosáhl 25. ledna 2025 v kanadském Calgary, kde byl druhý v závodě na 10 000 m a kde s časem 12:37,81 dosáhl nejlepšího juniorského výkonu na této distanci v historii.
Na svém prvním seniorském mistrovství světa v Hamaru 2025 byl na 5000 m na pátém místě a na 10 000 m získal bronzovou medaili.

## Osobní život
V únoru 2025 se připravoval na maturitu na gymnáziu v květnu toho roku.